# Laanstraat 19 (Baarn)
Laanstraat 19 is een gemeentelijk monument in Baarn in de provincie Utrecht.
Het pand werd in de eerste helft van de negentiende eeuw gebouwd als boerderij en werd later een bakkerij en een woonhuis. Begin 21e eeuw werd het opnieuw een bakkerij. In de kelder zijn nog pekelbakken aanwezig  die vroeger voor het kaasmaken werden gebruikt.
Het huis met mansardedak is vastgebouwd aan de winkeltjes met de "Rieten Dakjes" op nummers 21-31. Deze panden herinneren aan het agrarische verleden van Baarn.